# Campionati svizzeri di ski cross 2025
I Campionati svizzeri di ski cross 2025 si sono svolti a Veysonnaz il 3 febbraio. Il programma ha incluso sia la gara femminile che la gara maschile. 
Trattandosi di competizioni valide anche ai fini del punteggio FIS, vi hanno partecipato anche sciatori di altre federazioni, senza che questo consentisse loro di concorrere al titolo nazionale svedese.

## Risultati

### Uomini
| Pos. | Atleta        | Nazione  |
| ---- | ------------- | -------- |
| 1    | Sandro Lohner | Svizzera |
| 2    | Romain Detraz | Svizzera |
| 3    | Alex Marro    | Svizzera |
| 4    | Ryan Regez    | Svizzera |

### Donne
| Pos. | Atleta           | Nazione  |
| ---- | ---------------- | -------- |
| 1    | Natalie Schaer   | Svizzera |
| 2    | Chiara Von Moos  | Svizzera |
| 3    | Martina Wyss     | Svizzera |
| 4    | Makiko Arai      | Giappone |
| 5    | Valentine Lagger | Svizzera |